# Nachal Talil
Nachal Talil (hebrejsky נחל תליל‎) je vádí v Horní Galileji, v severním Izraeli.
Začíná v nadmořské výšce přes 700 metrů, nedaleko východního okraje vesnice Chaluc. Směřuje pak rychle se zahlubujícím a zčásti zalesněným údolím k jihu z mohutného terénního zlomu Matlul Curim, jenž odděluje náhorní planinu Horní Galileje od údolí Bejt ha-Kerem. Na východ od vádí stojí v rámci tohoto terénního stupně vrch Har Šezor. Na dno údolí potom vádí vstupuje mezi městy Nachf a Sadžur. Směřuje dál k jihu hustě zalidněným údolím a na východním okraji průmyslové zóny u města Karmi'el ústí zprava do vádí Nachal Šezor.